# 金瑛錄
金瑛錄（：／ Kim Yung-rok；1955年2月17日—），大韓民國自由派政治人物，現任全羅南道知事，曾任韓國農林畜產食品部部長與國會議員。

## 生涯
1955年2月17日，金瑛錄出生在韓國全羅南道莞島郡。
金瑛錄在通過第21屆行政考試後進入公職，並於2008年當選為國會議員。並於2017年被任命為農林畜產食品部長，隨後於2018年3月辭職，6月地方選舉當選全羅南道知事。